# Sąsieczno (województwo pomorskie)
Sąsieczno – nieistniejąca osada w Polsce, w województwie pomorskim, w powiecie gdańskim, w gminie Kolbudy. Miejscowość została zniesiona z dniem 1 stycznia 2015.
W latach 1975–1998 miejscowość administracyjnie należała do województwa gdańskiego.